# Bout Psalter-getijdenboek
Het Bout Psalter-getijdenboek uit het midden van de 15e eeuw is een gebedenboek voor lekendevotie dat gemaakt werd in opdracht van de Amsterdamse familie Bout door een atelier in Haarlem. De opdrachtgever kan afgeleid worden uit een wapenschild, weliswaar overschilderd, maar dat langs de achterzijde (f17r) nog duidelijk drie ‘bouten’ toont. Het handschrift, een psalter-getijdenboek, kan gedateerd worden aan de hand van de tabellen voor de berekening van de paasdatum die de periode van 1453 tot 1550 beslaan. Het handschrift werd dus waarschijnlijk in 1453 vervaardigd. Het handschrift wordt nu bewaard in de Koninklijke Bibliotheek in Den Haag als hs. 79 K 11.

## Codicologische informatie
Het manuscript is samengesteld uit 317 perkamenten folia van 158 bij 116 mm groot. Het tekstblok meet 100 bij 63 mm. De tekst in het Middelnederlands is geschreven in een littera textualis in een kolom met 24 lijnen per blad. Het handschrift is ingebonden in een zestiende‐eeuwse bruinleren band met goudstempeling (o.a. plaatstempel, rolstempel).

## Geschiedenis
Het handschrift was aanvankelijk in het bezit van een dame uit de familie Bout die afgebeeld werd op f97r. Op de eerste bladzijde van het boek vinden we een aantekening die luidt: “Dit boeck hoort toe katheryn pieters dochter”. Katheryn was dus een latere eigenares in de 15e eeuw. Uit de 16e eeuw vinden we op de laatste bladzijde een aantekening van iemand over het overlijden van zijn vader. Daarna is er geen nieuws meer over de lotgevallen van het handschrift tot het terecht komt bij het Antiquariaat Jörn Günther in Hamburg. Daar werd het in 2007 aangekocht door de Koninklijke Bibliotheek met de steun van de Mondriaanstichting, de Vereniging Rembrandt en de Vereniging Vrienden van de Koninklijke Bibliotheek.

## Inhoud
Het psalter-getijdenboek bevat:
- ff. 1r-16v: een heiligenkalender en tabellen voor berekening van de paasdatum
- ff. 17v-171v: het getijdenboek met:
  - ff. 1r-44v: het Kleine Officie van Onze Lieve Vrouw
  - ff. 45r-60v: de Getijden van de Eeuwige Wijsheid
  - ff. 62r-78v:  de Lange Getijden van het Kruis
  - ff.  80r-96v: de Lange Getijden van de Heilige Geest
  - ff. 97r-113r: de Getijden van alle Heiligen
  - ff. 113-115v: sacramentsgebeden
  - ff. 115v-117r: een gebed aan God, toegeschreven aan Thomas van Aquino
  - ff. 117r-118v: smeekbeden aan St. Michaël, alle engelen en een engelbewaarder
  - ff. 120r-134v: boetepsalmen en litanie van alle heiligen
  - ff. 135r-163v: de vigilie van de doden
  - ff. 164r-171v: sacramentsgebeden
- f173r-307v: de 150 psalmen

## Verluchting
Het handschrift bevat vijf volbladminiaturen met randdecoratie, zes gehistorieerde en gedecoreerde initialen met penwerkdecoratie in de marge. De volbladminiaturen zijn telkens geplaatst aan het begin van een belangrijke sectie. Naast de miniatuur begint de tekst met een gehistorieerde of gedecoreerde initiaal van 11 lijnen hoog.
We vinden de volgende decoratie terug in het handschrift:
- f16r: de annunciatie (Mariagetijden)
- f17r: De Heilige Maagd staande met het Kind op de arm (11 lijnen)
- f45r: gedecoreerde initiaal (11 lijnen) (Wijsheid getijden)
- f62v: Christus aan het kruis (Kruisgetijden)
- f63r: Christus als Man van Smarten (11 lijnen)
- f79v: De nederdaling van de Heilige Geest met Pinksteren (H. Geestgetijden)
- f80r: Het Veronicadoek (11 lijnen)
- f97r: De opdrachtgeefster van het boek geknield bidden tot Christus (11 lijnen) (Alle Heiligen getijden)
- f119v: Het laatste oordeel (Boetepsalmen)
- f120r: Koning David spelend op de harp (11 lijnen)
- f172v: Het gevecht tussen David en Goliath (Psalmen)
- f173r: Koning David spelend op de harp (11 lijnen)
- f260v: gedecoreerde initiaal 8 lijnen
- f261r: gedecoreerde initiaal 9 lijnen
- f298r: gedecoreerde initiaal 3 lijnen

De zes gehistorieerde initialen zouden het werk zijn van de Meesters van de Haarlemse Bijbel, die ook verantwoordelijk zouden zijn voor de miniatuur van het Laatste Oordeel. Een van de Meesters van Gijsbrecht van Brederode uit Utrecht schilderde de miniatuur bij het begin van de Mariagetijden: de Annunciatie. De Christus aan het kruis en de Pinksterminiatuur zouden het werk zijn van een van de Meesters van Otto van Moerdrecht. De miniatuur met het verhaal van David en Goliath bij het begin van de psalmen, is het werk zijn van een onbekende Utrechtse miniaturist.

## Galerij

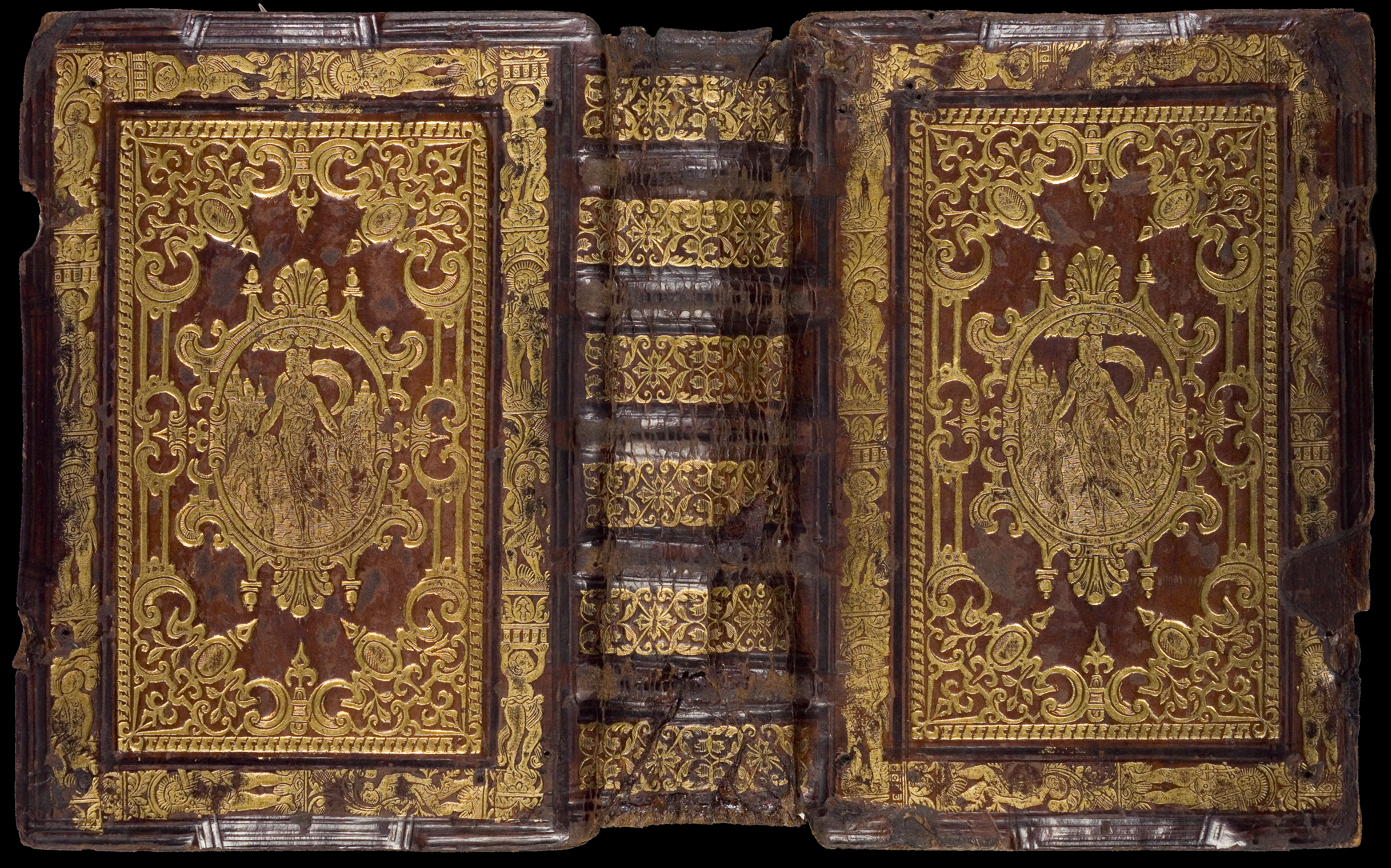
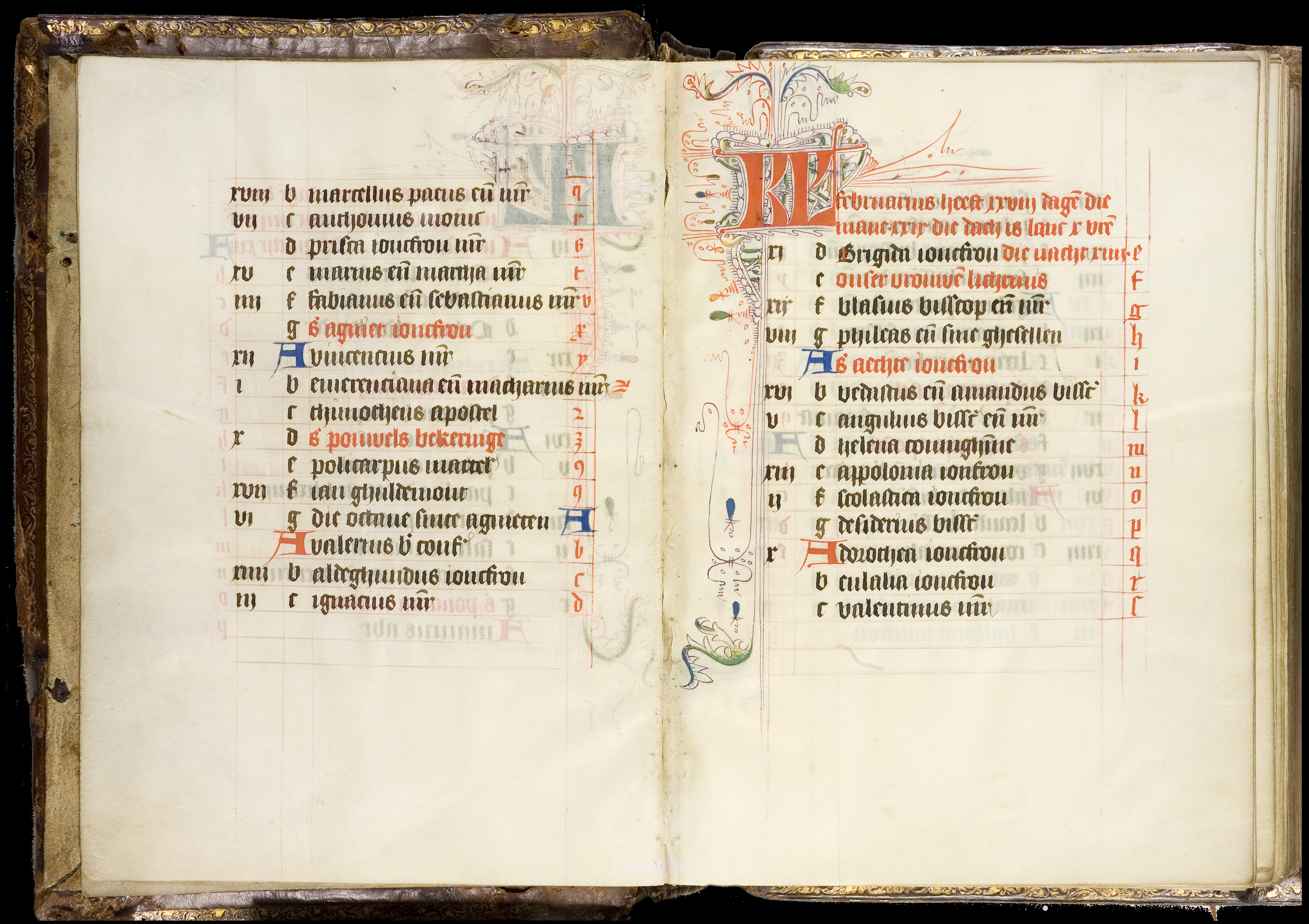
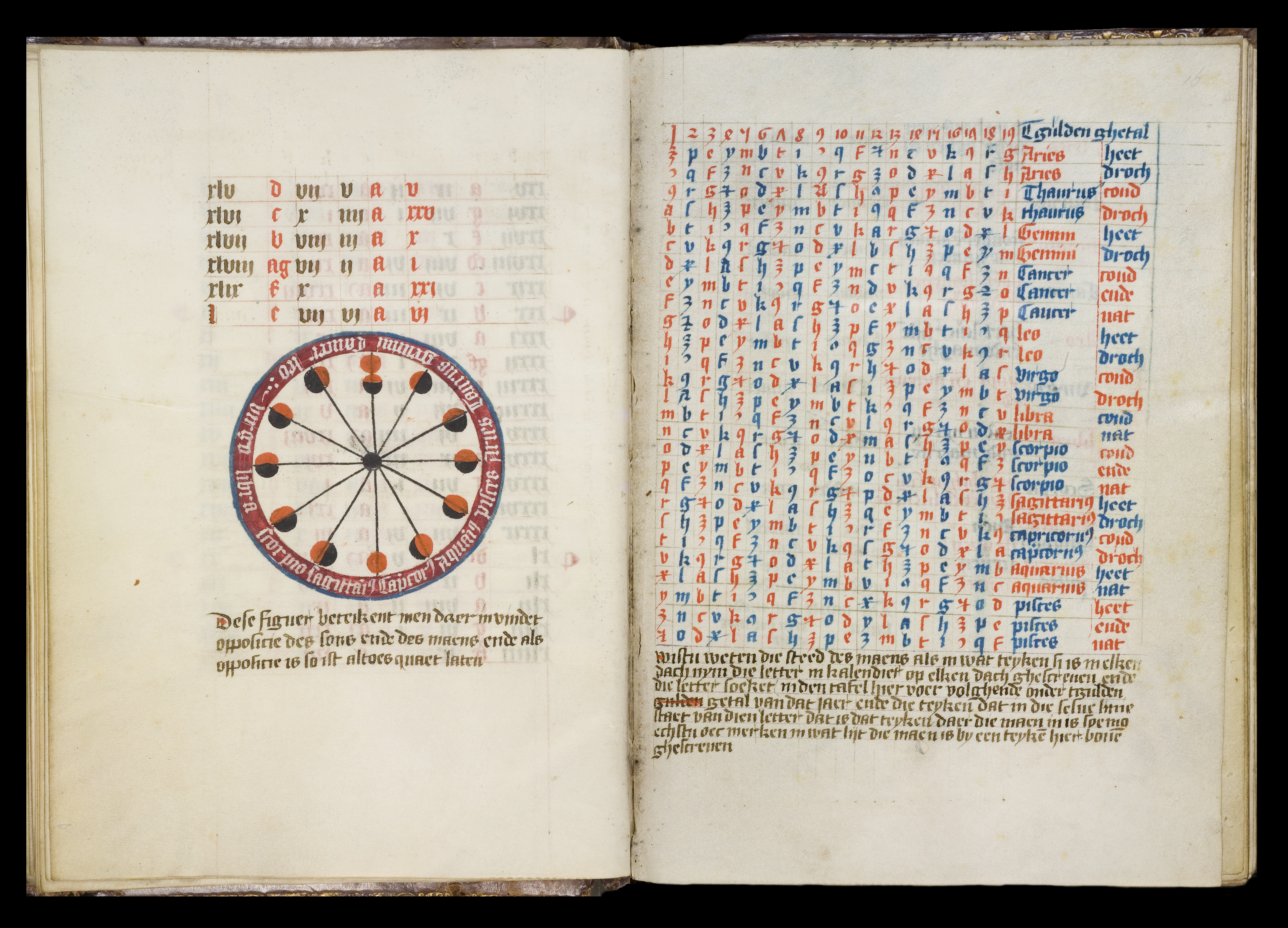
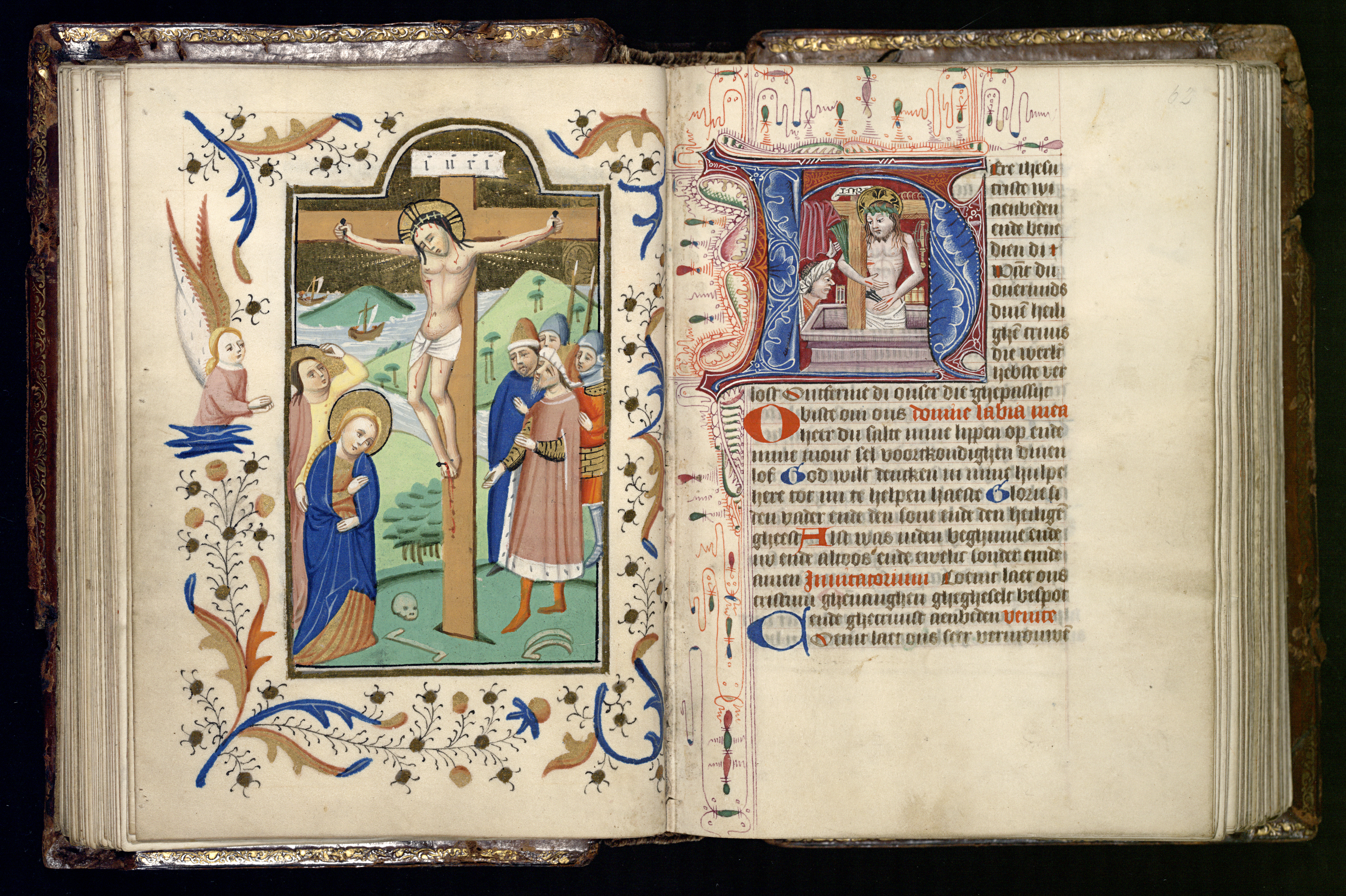
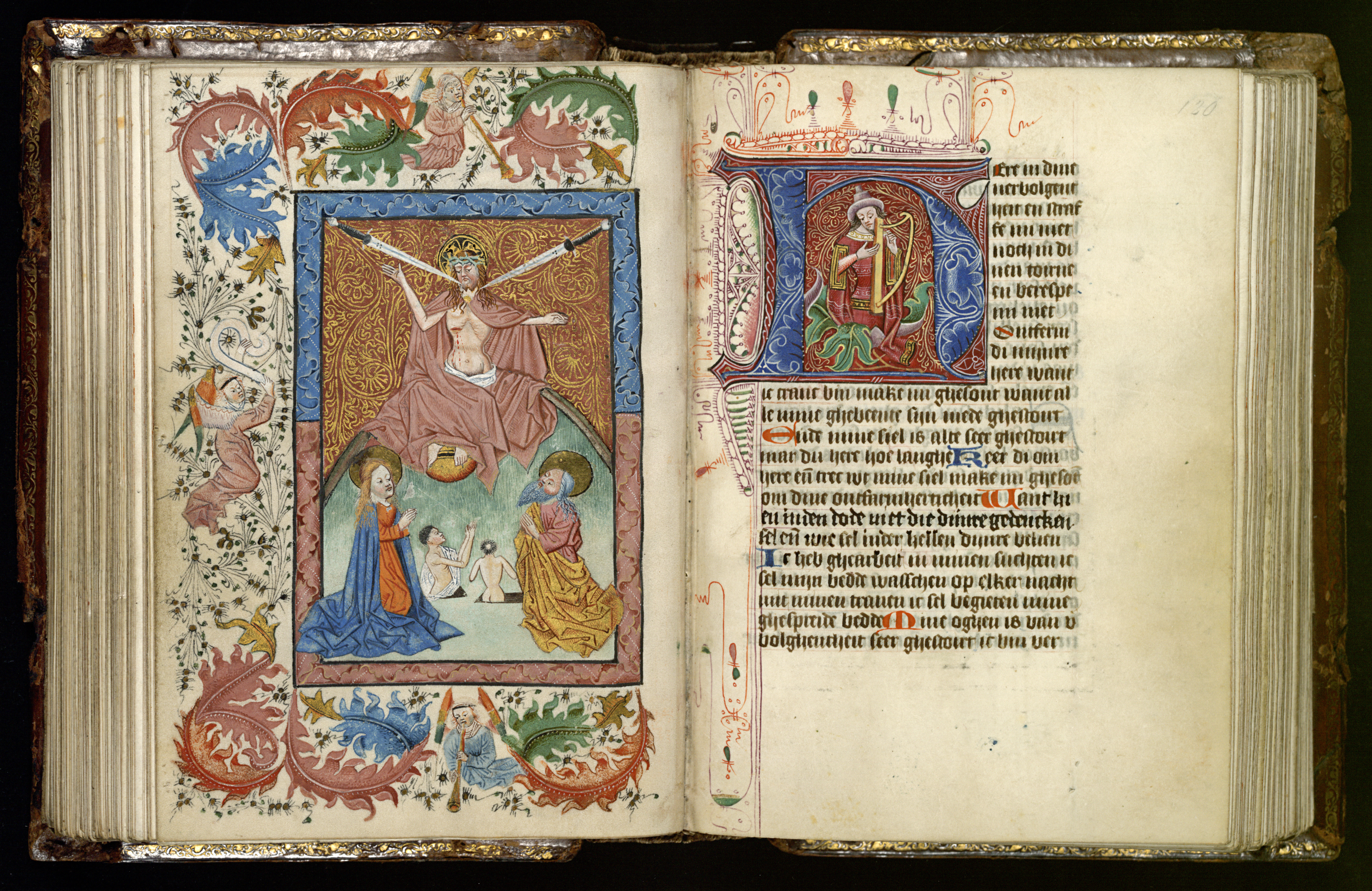
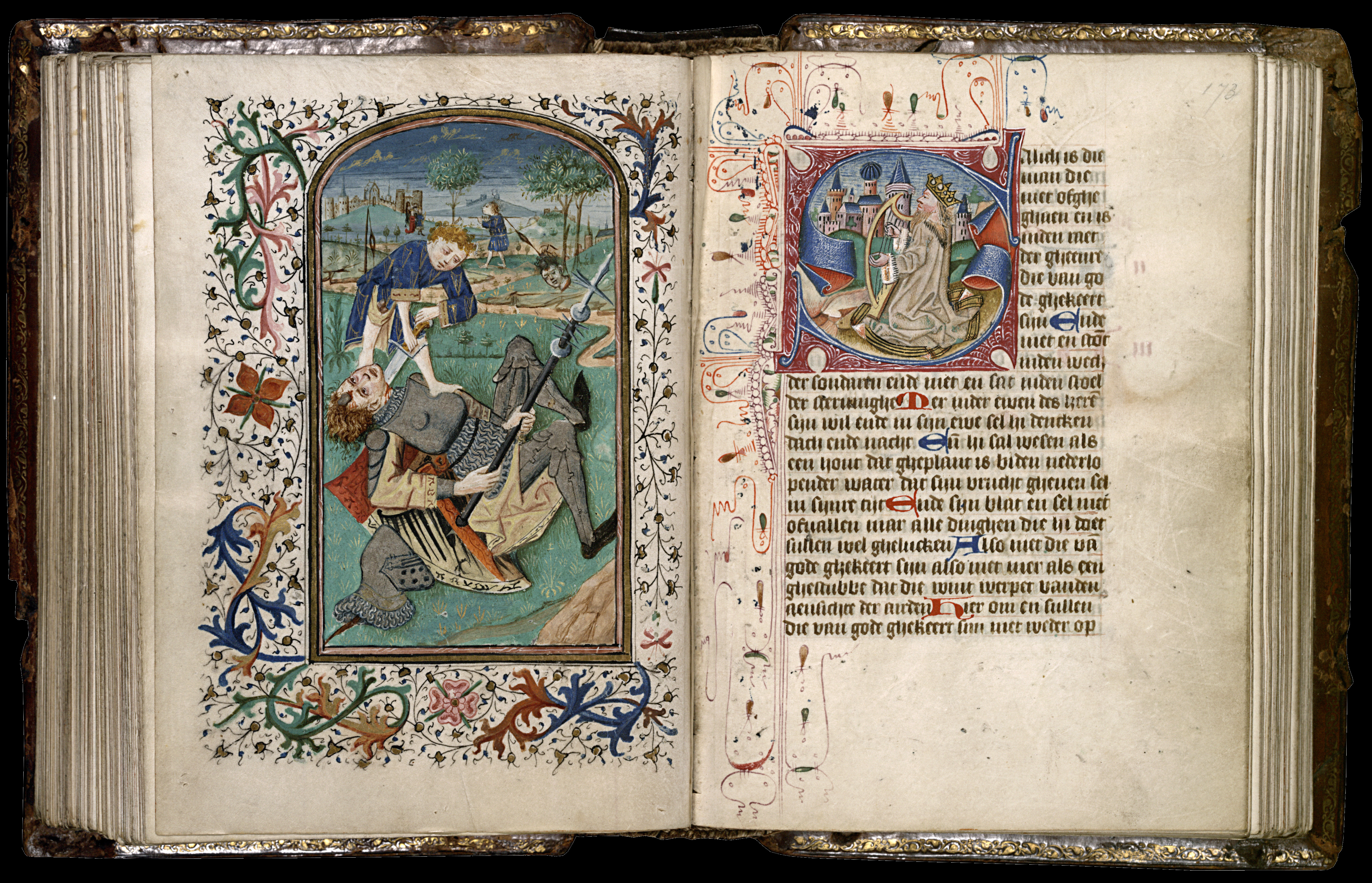
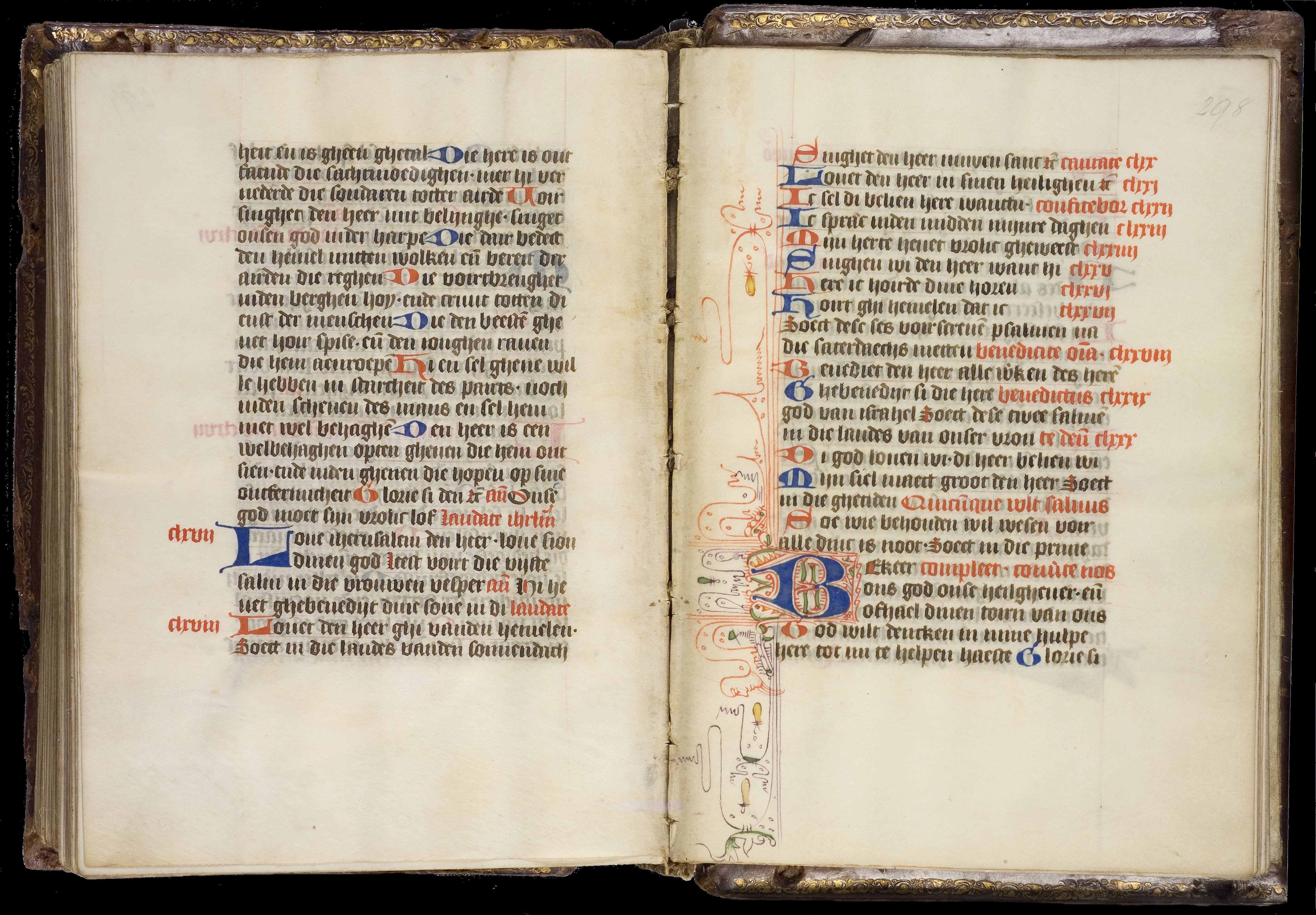